# Vásárhelyi–Bréda-kastély

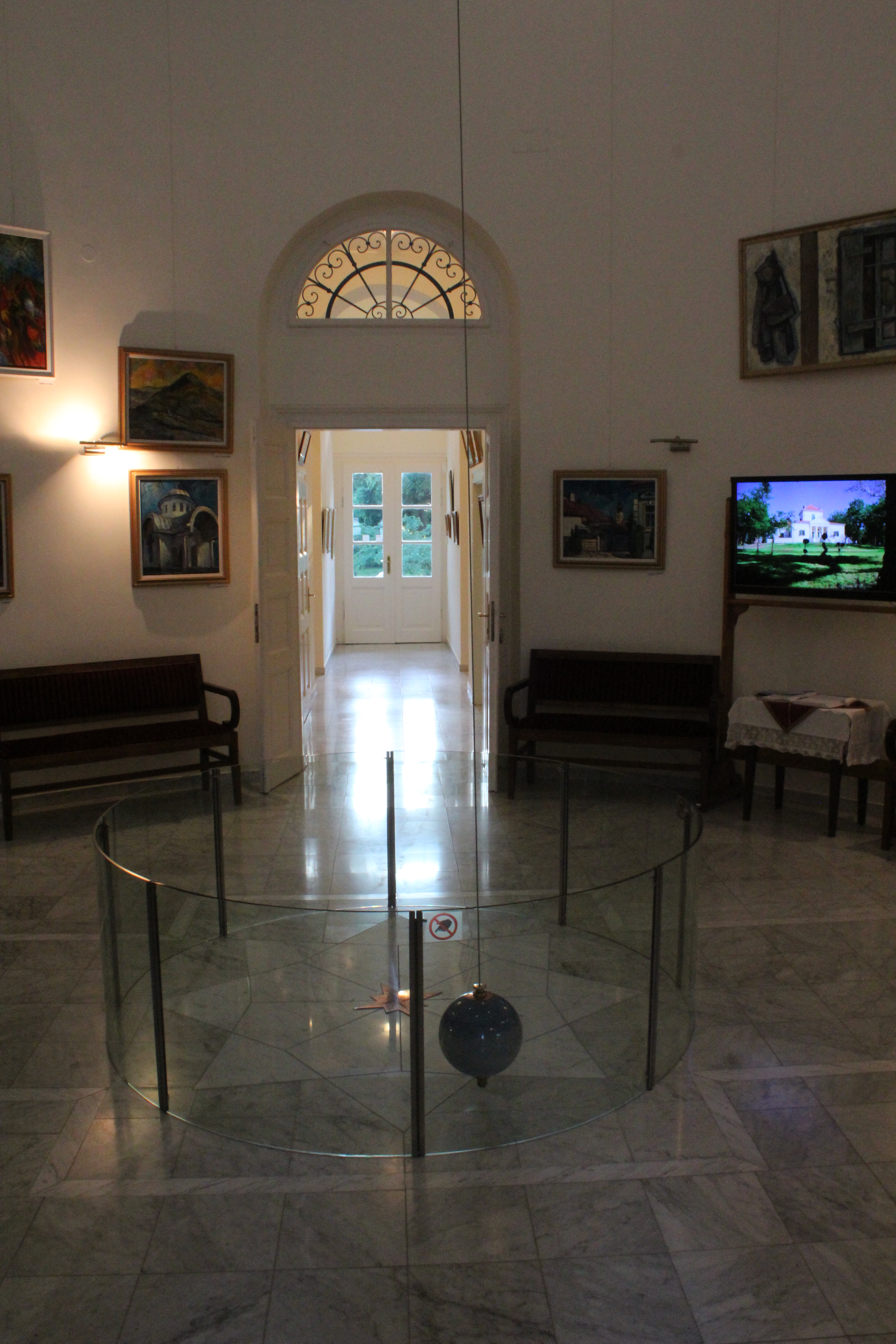
A Foucault-inga

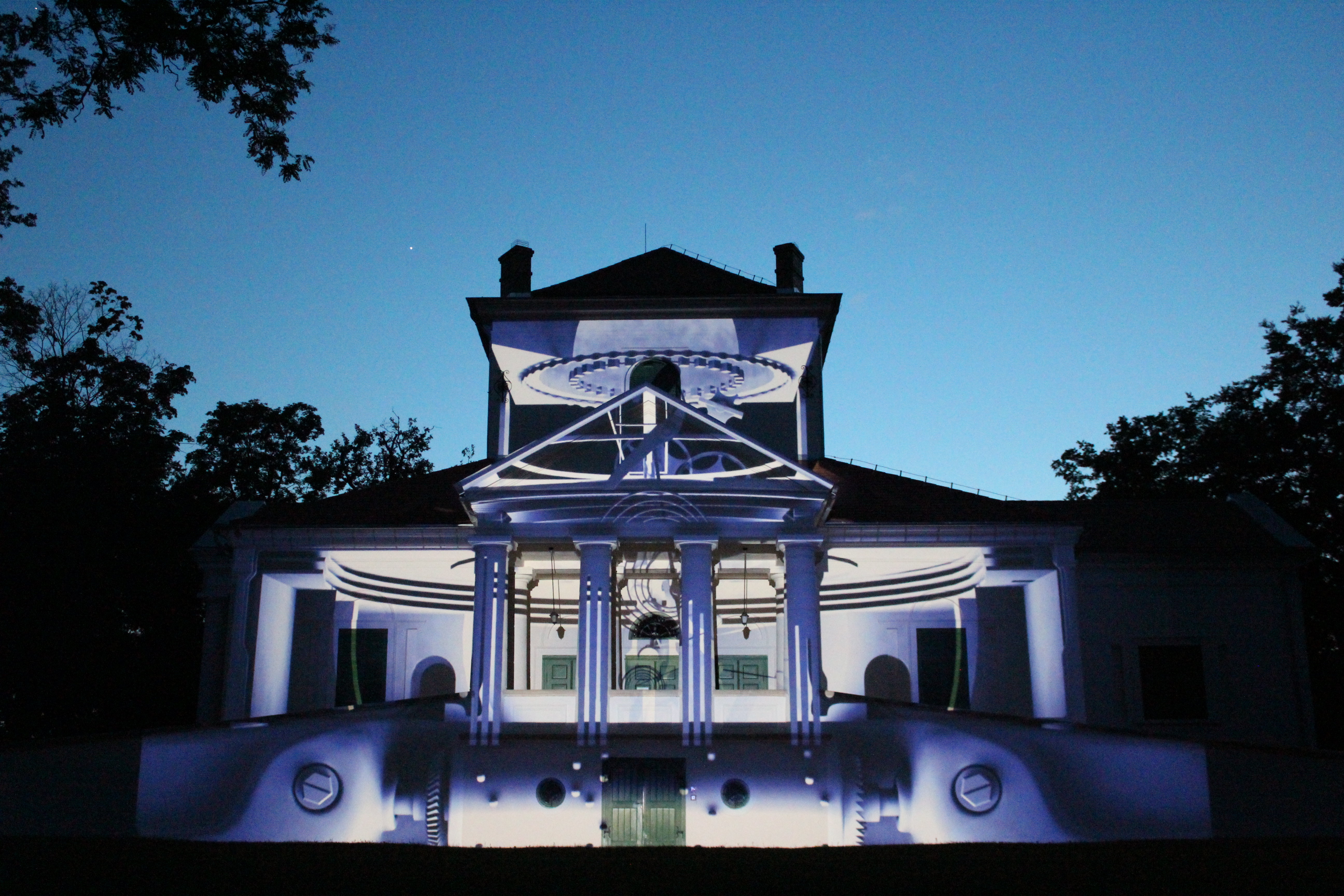
Fényfestés a homlokzaton

A Vásárhelyi–Bréda-kastély vagy röviden Bréda-kastély a Lőkösháza mellett fekvő Bréda-majorban található, klasszicista stílusban épült műemlék. A kastély egy kis homokdombon, a körülötte elterülő park közepén található. Jelenleg magántulajdonban van, turisztikai funkciókat szolgál, és a hét minden napján látogatható.

## Története
A kastély építtetője Vásárhelyi I. János, Arad vármegyei alispán volt. Az 1810 körül épített klasszicista kastély mintájául az Andrea Palladio által tervezett, Vicenzában álló reneszánsz stílusú Villa Capra szolgálhatott. A kastély négyzet alaprajzú, eredetileg négy irányban szimmetrikusan kialakított homlokzattal épült. Az épület központja a kör alakú kupolaterem, ezt ölelik körbe az épület további helyiségei. A kupolát kívülről egy négyzet alaprajzú, cseréptetővel fedett torony rejti. A négy homlokzat előtt oszlopos, timpanonos portikuszok állnak. A kastélyt az 1870-es években és 1921–1922. között átépítették. 
Az 1840-es években az épületben a két Vásárhelyi testvér, Vásárhelyi János (1800-1843) és Vásárhelyi Albert (1802-?) lakott családjával együtt. A testvérek halála után 1848-ban az özvegyek Aradra költöztek, az épület 20 éven át lakatlan volt. 1860–1870 között báró Bohus Mihály (Vásárhelyi Júlia férje) tette lakhatóvá a kastélyt. 1921–1922 között a kastély másik névadója Bréda Viktor (aki Vásárhelyi Júlia és Bohus Mihály lányát Bohus Ilonát vette feleségül) alakított a kastélyon. 1940-től a kastélyt csak nyáron lakták. A kastély utolsó örököse Kovács Sebestyén Miklós volt. 
1944 őszén a kastélyt kifosztották, könyvtárát széthordták, képtárának nyoma veszett. Az épület 1953-ban a Lőkösházi Állami Gazdaság tulajdonába került, ekkoriban irodának és üzemi konyhának használták. 1988-ban a kevermesi Lenin Tsz Természetbarát Egyesülete vette át a kastélyt. A rendszerváltáskor még viszonylag ép kastély ezután több tulajdonosváltást élt át, eközben az állapota teljesen leromlott: tetőzete beszakadt, a kupola megrepedt.
A kastély és a család történetét mutatja Rozványi Dávid Imakönyv a padláson c. kisregénye.
Az épületet végül magánbefektetők vásárolták meg, és 2010–2013 között Kmetykó János építész vezetésével teljesen felújították.

## Látnivalók, turisztikai információk
A megújult kastély turisztikai funkciókat kapott, és az év minden napján látogatható. A kastély termeiben több, részben interaktív kiállítás is helyet kapott:
- Palladio-tárlat
- kastélytörténet bemutatása
- környékbeli birtokok, uradalmi élet Arad/Csanád/Békés vármegyében
- kortárs művészek kiállításai
- Hungarikum Látogatóközpont

A kupolaterem legfontosabb látnivalója a folyamatosan működő Foucault-inga. Az épületben ajándékbolt és kávézó is várja a látogatókat. A kastély északkeleti homlokzatán napnyugta után, minden este egy 40 perces fényfestés látható. A rekonstrukció során felújították a kastélyparkot is, és a parkban egy étterem is létesült.